# Тарнаватка (гміна)
Гміна Тарнаватка (пол. Gmina Tarnawatka) — сільська гміна у східній Польщі. Належить до Томашівського повіту Люблінського воєводства.
Станом на 31 грудня 2011 у гміні проживала 4061 особа.

## Площа
Згідно з даними за 2007 рік площа гміни становила 82.66 км², у тому числі:
- орні землі: 63.00%
- ліси: 26.00%

Таким чином, площа гміни становить 5.56% площі повіту.

## Населення
Станом на 31 грудня 2011:
| Опис     | Загалом | Загалом | Чоловіки | Чоловіки | Жінки | Жінки |
| -------- | ------- | ------- | -------- | -------- | ----- | ----- |
| одиниця  | осіб    | %       | осіб     | %        | осіб  | %     |
| все      | 4061    | 100     | 2047     | 50.41    | 2014  | 49.59 |
| міське   | 0       | 100     | 0        |          | 0     |       |
| сільське | 4061    | 100     | 2047     | 50.41    | 2014  | 49.59 |

## Сусідні гміни
Гміна Тарнаватка межує з такими гмінами: Краснобруд, Криніце, Рахане, Томашів.

## Населені пункти
Гміна складається з 34 населених пунктів, з них 16 сіл становлять повноцінну адміністративну одиницю — солтиство:
- Вепрів Тарнавацький — (Wieprzów Tarnawacki);
- Вепрів Ординацький — (Wieprzów Ordynacki);
- Домброва Тарнавацька — (Dąbrowa Tarnawacka);
- Гута Тарнавацька — (Huta Tarnawacka);
- Клоцувка — (Klocówka);
- Кунівка — (Kunówka);
- Немірувек — (Niemirówek);
- Немірувек-Колонія — (Niemirówek-Kolonia);
- Паучне — (Pauczne);
- Подгуцє — (Podhucie);
- Панків — (Pańków);
- Сумін — (Sumin);
- Тарнаватка — (Tarnawatka);
- Тарнавка-Тартак — (Tarnawatka-Tartak);
- Тарнавка-Осада — (Tarnawatka-Osada);
- Тимін — (Tymin).

Інші поселення (без статусу солтиства):
- Видмухувка — (Wydmuchówka);
- Гаювка — (Gajówka);
- Гурка — (Górka);
- Громада — (Gromada);
- Гатчиська — (Hatczyska);
- Гатчиська-Колонія — (Hatczyska-Kolonia);
- Гута Тарнавацька-Колонія — (Kolonia Huta Tarnawacka);
- Тимін-Колонія — (Kolonia Tymin);
- Калішакі — (Kaliszaki);
- Коця Воля — (Kocia Wólka);
- Клоцувка-Колонія — (Kolonia Klocówka);
- Ланові Солтиси — (Łanowe Sołtysy);
- Петринівка — (Petrynówka);
- Пучарки — (Pucharki);
- Скрипний Острув — (Skrzypny Ostrów);
- Сумінек — (Suminek);
- Тарнаватка-Осада — (Tarnawatka-osada);
- Заользє — (Zaolzie).